# Startjevo
Startjevo (bulgariska: Старчево) är ett distrikt i Bulgarien.   Det ligger i kommunen Obsjtina Petritj och regionen Blagoevgrad, i den sydvästra delen av landet, 130 km söder om huvudstaden Sofia.
Trakten runt Startjevo består i huvudsak av gräsmarker. Runt Startjevo är det ganska tätbefolkat, med 80 invånare per kvadratkilometer.